# شکیل آگارد
شکیل آگارد (انگلیسی: Shaquille Agard؛ زادهٔ ۷ دسامبر ۱۹۹۳) بازیکن فوتبال اهل گویان است که در پست مهاجم برای باشگاه صربین وایت ایگلز در لیگ فوتبال کانادا بازی می‌کند.
وی در تیم ملی فوتبال گویان بازی کرده است.